# Marcia Garbey
Marcia Garbey (Santiago de Cuba; 9 de febrero de 1949 – Santiago de Cuba; 1 de enero de 2024) fue una atleta cubana especialista en carrera de velocidad y salto de longitud. Marcia Garbey era integrante de una familia de destacados deportistas, entre los que destacó su hermano, recientemente fallecido en La Habana, el boxeador Rolando Garbey.

## Carrera

### Juegos Olímpicos
Su primera aparición fue en México 1968 en el evento de salto de longitud en el cual no pudo clasificar a la final luego de terminar en el puesto 17 entre 27 participantes. Su segunda aparición fue en Múnich 1972 donde logró avanzar a la final del salto de longitud, finalizando en el puesto 11 entre 34 participantes.

### Juegos Panamericanos
Participó en tres ediciones de los Juegos Panamericanos de 1967 a 1975, donde logró ganar la medalla de oro en el evento de relevo 4 x 100 metros en Winnipeg 1967 junto a Violetta Quesada, Cristina Echeverría y Miguelina Cobián.

### Juegos Centroamericanos y del Caribe
Participó en las ediciones de los Juegos Centroamericanos y del Caribe de 1970 y 1974, ganando en ambas ocasiones la medalla de oro en el salto de longitud.